# Montaillé
Montaillé est une commune française, située dans le département de la Sarthe en région Pays de la Loire, peuplée de 517 habitants.
La commune fait partie de la province historique du Maine, et se situe dans le Haut-Maine.

## Géographie
| Coudrecieux           | Semur-en-Vallon | Conflans-sur-Anille |
| Coudrecieux, Écorpain | Montaillé       | Conflans-sur-Anille |
| Écorpain              | Sainte-Cérotte  | Saint-Calais        |

### Climat
Pour des articles plus généraux, voir Climat des Pays de la Loire et Climat de la Sarthe.
En 2010, le climat de la commune est de type climat océanique dégradé des plaines du Centre et du Nord, selon une étude du CNRS s'appuyant sur une série de données couvrant la période 1971-2000. En 2020, Météo-France publie une typologie des climats de la France métropolitaine dans laquelle la commune est exposée à un climat océanique altéré et est dans la région climatique  Moyenne vallée de la Loire, caractérisée par une bonne insolation (1 850 h/an) et un été peu pluvieux. 
Pour la période 1971-2000, la température annuelle moyenne est de 11 °C, avec une amplitude thermique annuelle de 15,1 °C. Le cumul annuel moyen de précipitations est de 734 mm, avec 11,6 jours de précipitations en janvier et 7,3 jours en juillet. Pour la période 1991-2020, la température moyenne annuelle observée sur la station météorologique de Météo-France la plus proche, sur la commune du Luart à 17 km à vol d'oiseau, est de 12,0 °C et le cumul annuel moyen de précipitations est de 686,4 mm,. Pour l'avenir, les paramètres climatiques de la commune estimés pour 2050 selon différents scénarios d'émission de gaz à effet de serre sont consultables sur un site dédié publié par Météo-France en novembre 2022.

## Urbanisme

### Typologie
Au 1er janvier 2024, Montaillé est catégorisée commune rurale à habitat très dispersé, selon la nouvelle grille communale de densité à sept niveaux définie par l'Insee en 2022.
Elle est située hors unité urbaine. Par ailleurs la commune fait partie de l'aire d'attraction de Saint-Calais, dont elle est une commune de la couronne,. Cette aire, qui regroupe 10 communes, est catégorisée dans les aires de moins de 50 000 habitants,.

### Occupation des sols
L'occupation des sols de la commune, telle qu'elle ressort de la base de données européenne d’occupation biophysique des sols Corine Land Cover (CLC), est marquée par l'importance des territoires agricoles (77,7 % en 2018), une proportion sensiblement équivalente à celle de 1990 (77,9 %). La répartition détaillée en 2018 est la suivante : 
terres arables (57,8 %), forêts (20,6 %), prairies (18,8 %), zones agricoles hétérogènes (1 %), zones urbanisées (0,9 %), milieux à végétation arbustive et/ou herbacée (0,8 %). L'évolution de l’occupation des sols de la commune et de ses infrastructures peut être observée sur les différentes représentations cartographiques du territoire : la carte de Cassini (XVIIIe siècle), la carte d'état-major (1820-1866) et les cartes ou photos aériennes de l'IGN pour la période actuelle (1950 à aujourd'hui).

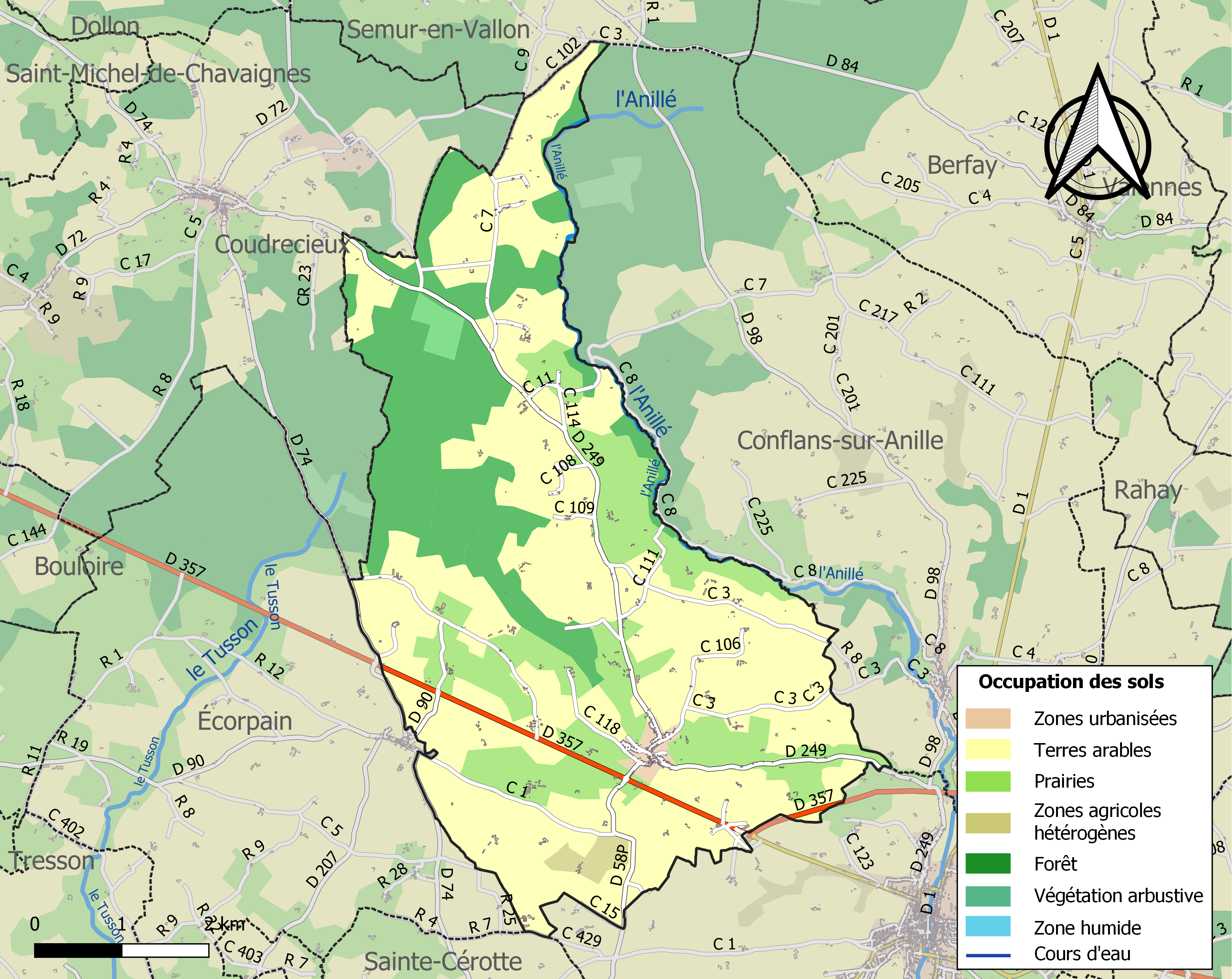
Carte des infrastructures et de l'occupation des sols de la commune en 2018 (CLC).

## Toponymie
Le nom de la localité est attesté sous les formes de Montailler au XIIIe siècle, Montaillier en 1330 et de Monteallerii en 1421. Il est issu du latin mons, « colline, hauteur », et d'un anthroponyme germanique tel qu'Alherius ou Agil-hari.
Le gentilé est  Aillémontains.

## Politique et administration
| Période                                  | Période   | Identité          | Étiquette | Qualité              |
| ---------------------------------------- | --------- | ----------------- | --------- | -------------------- |
| (avant 2001)                             | mars 2008 | Claude Juignet    |           |                      |
| mars 2008                                | mai 2020  | Michel Pairigouas | SE        |                      |
| mai 2020                                 | En cours  | Sergine Prieur    | SE        | Secrétaire retraitée |
| Les données manquantes sont à compléter. |           |                   |           |                      |

Le conseil municipal est composé de quinze membres dont le maire et trois adjoints.

## Démographie
L'évolution du nombre d'habitants est connue à travers les recensements de la population effectués dans la commune depuis 1793. Pour les communes de moins de 10 000 habitants, une enquête de recensement portant sur toute la population est réalisée tous les cinq ans, les populations de référence des années intermédiaires étant quant à elles estimées par interpolation ou extrapolation. Pour la commune, le premier recensement exhaustif entrant dans le cadre du nouveau dispositif a été réalisé en 2005.
En 2022, la commune comptait 517 habitants, en évolution de −5,66 % par rapport à 2016 (Sarthe : −0,25 %, France hors Mayotte : +2,11 %).
Montaillé a compté jusqu'à 1 090 habitants en 1846.
| 1793 | 1800 | 1806 | 1821 | 1831  | 1836  | 1841  | 1846  | 1851  |
| ---- | ---- | ---- | ---- | ----- | ----- | ----- | ----- | ----- |
| 795  | 899  | 948  | 986  | 1 013 | 1 068 | 1 064 | 1 090 | 1 000 |

| 1856  | 1861  | 1866  | 1872 | 1876 | 1881 | 1886 | 1891 | 1896 |
| ----- | ----- | ----- | ---- | ---- | ---- | ---- | ---- | ---- |
| 1 000 | 1 040 | 1 035 | 988  | 996  | 930  | 947  | 929  | 949  |

| 1901 | 1906 | 1911 | 1921 | 1926 | 1931 | 1936 | 1946 | 1954 |
| ---- | ---- | ---- | ---- | ---- | ---- | ---- | ---- | ---- |
| 921  | 967  | 932  | 851  | 876  | 882  | 868  | 824  | 723  |

| 1962 | 1968 | 1975 | 1982 | 1990 | 1999 | 2005 | 2006 | 2010 |
| ---- | ---- | ---- | ---- | ---- | ---- | ---- | ---- | ---- |
| 721  | 668  | 556  | 502  | 542  | 515  | 540  | 541  | 585  |

| 2015 | 2020 | 2022 | - | - | - | - | - | - |
| ---- | ---- | ---- | - | - | - | - | - | - |
| 553  | 512  | 517  | - | - | - | - | - | - |

## Lieux et monuments
- Église Saint-Jean-Baptiste abritant un tableau du XIXe siècle inspiré d'une toile de van Dyck, classé à titre d'objet aux Monuments historiques[22].

## Activité culturelle, label et manifestations

### Label
La commune est une ville fleurie (une fleur) au concours des villes et villages fleuris.